# 多賀大社前駅
多賀大社前駅（たがたいしゃまええき）は、滋賀県犬上郡多賀町大字多賀にある近江鉄道多賀線（彦根・多賀大社線）の駅で、同線の終着駅でもある。駅番号はOR09。多賀大社の最寄り駅である。

## 歴史
- 1914年（大正3年）3月8日：近江鉄道多賀線の高宮駅 - 当駅間開業に伴い[2]、多賀駅（たがえき）として開業[1][2]。
- 1925年（大正14年）3月12日：高宮駅 - 当駅間が電化される[2][8]。
- 1960年（昭和35年）11月10日：東亜セメント（後の住友セメント、現在の住友大阪セメント）多賀工場（廃止、現在はダイニック滋賀工場）と野沢セメント（同）彦根工場（廃止、現存せず）間を結ぶ石灰石輸送を開始[8]。
- 1974年（昭和49年）6月1日：キリンビール滋賀工場への引き込み線が結ばれ、貨物輸送を開始[9]。
- 1986年（昭和61年）3月27日：セメント工場間の石灰石輸送を廃止[8]。
- 1998年（平成10年）4月1日：駅名を多賀大社前駅に改称[3][9]。
- 2002年（平成14年）12月19日：コミュニティハウス併設駅舎に改築[9][10]。
- 2010年（平成22年）4月1日：駅業務を廃止、無人化される[3]。
- 2020年（令和2年）11月4日：西武鉄道と友好提携している台湾鉄路管理局の万華駅（台北市・艋舺龍山寺の最寄り）と姉妹駅協定締結[11]。

## 駅構造
頭端式ホーム3面2線を有する地上駅で、駅舎内にコミュニティハウスを併設している。無人駅であるが、窓口や改札口が設けられており、初詣で需要が高い年始の時期などには臨時で営業する場合もある。

### のりば
| 番線 | 路線                         | 行先     |
| ---- | ---------------------------- | -------- |
| 1・2 | ■多賀線 （彦根・多賀大社線） | 高宮方面 |

付記事項
- 駅舎は1番線側にある。なお、2番線へは駅東端部の通路で連絡している。当駅は2つの乗り場とも、両側をホームに挟まれる構造である。
- かつては東亜セメント（後の住友セメント。以降略）多賀工場やキリンビール滋賀工場に向かって専用線が敷設されていた[1][4]。

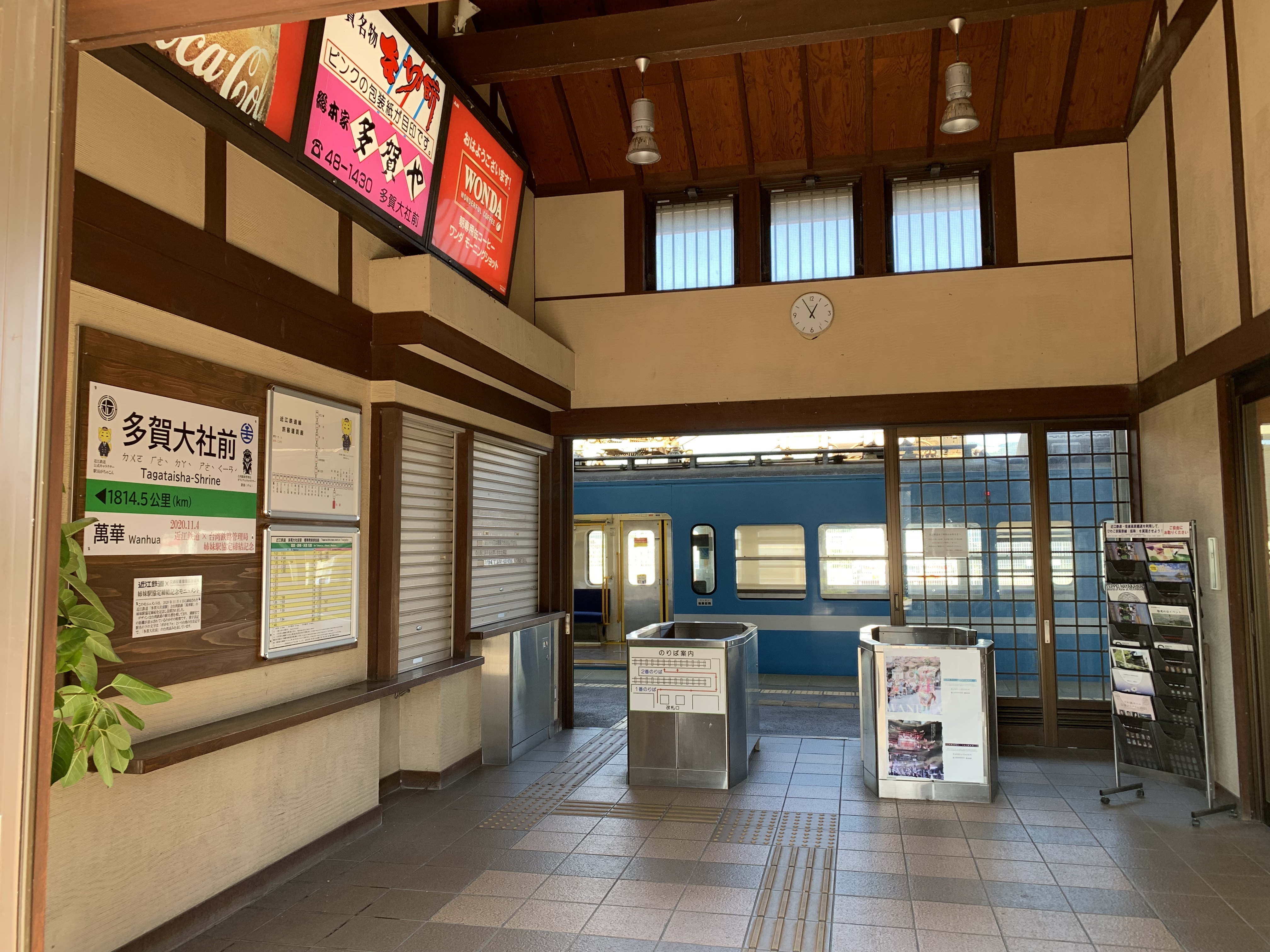
改札口（2021年10月）
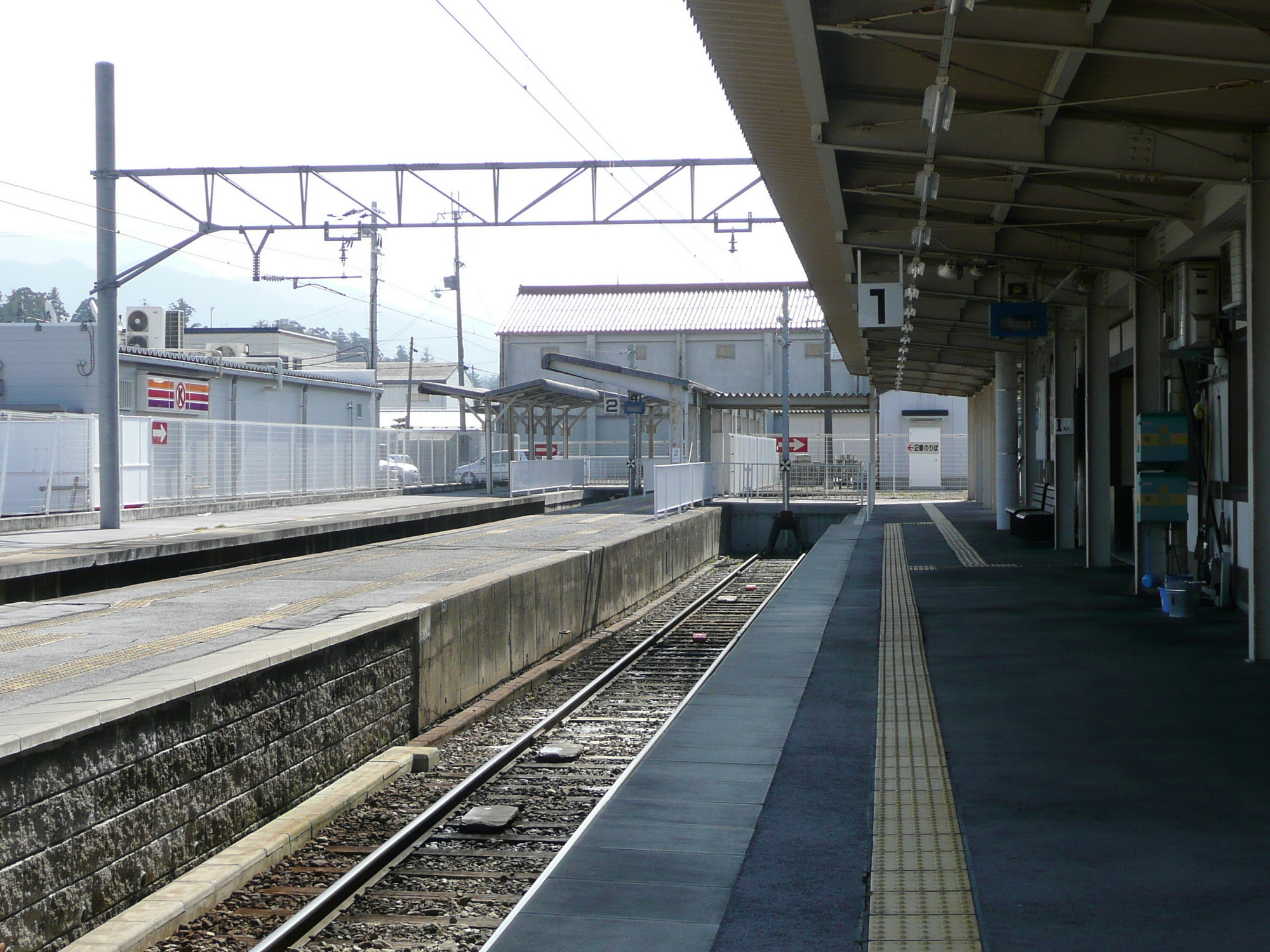
ホーム（2008年3月）

## 駅周辺

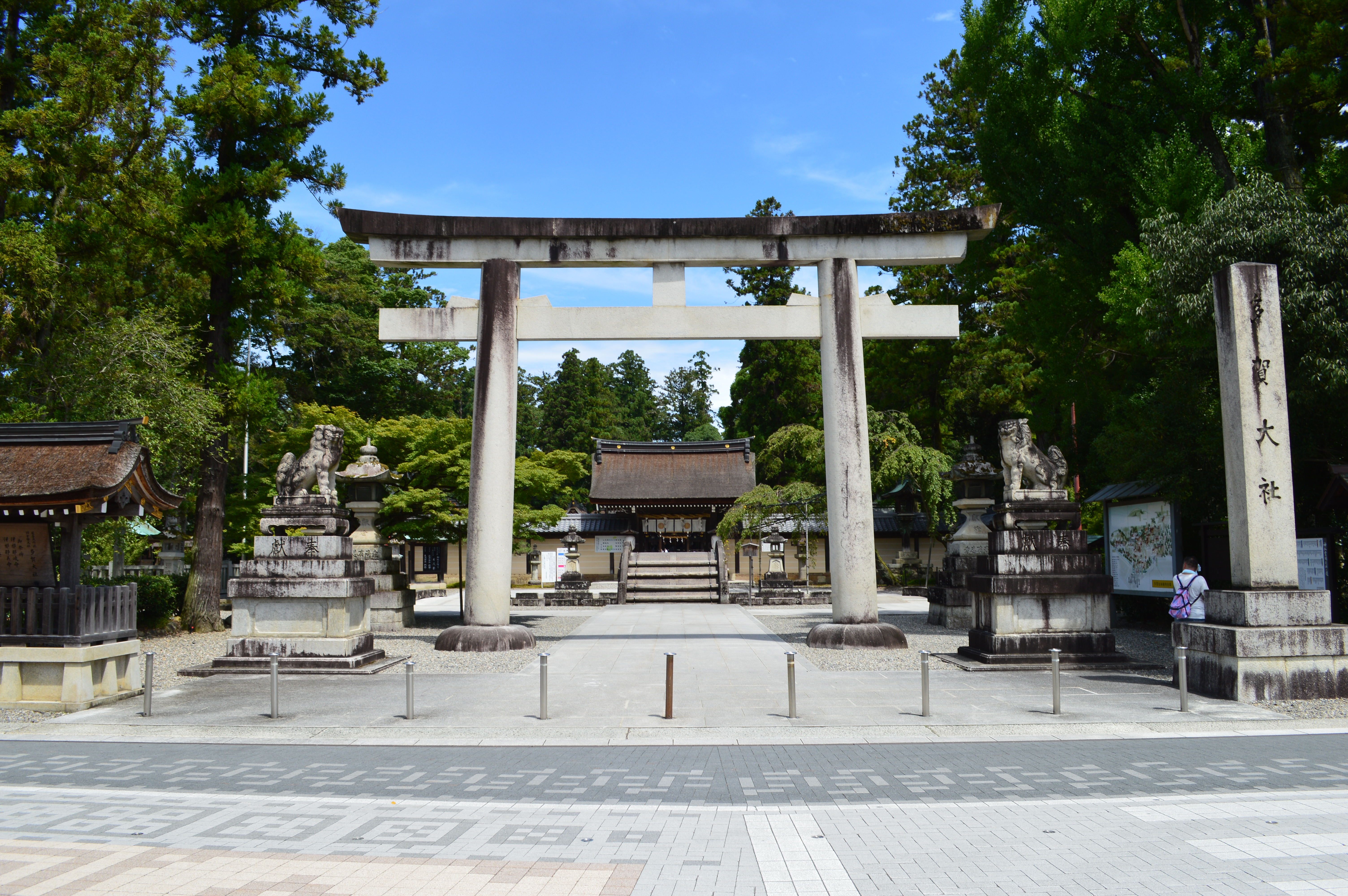
多賀大社（2020年8月）

駅の北西や南東側を中心にまとまった住宅地があるが、主に田園地帯が広がる。駅前に多賀大社の大鳥居（一の鳥居）があり、そこから多賀大社まで門前町が続く。門前町には糸切餅販売店や飲食店および喫茶店が数軒ある。
- 多賀大社 - 駅正面に大鳥居があり[7]、徒歩約10分ほどの位置にある[4]。
- 多賀大社尼子御旅所
- 多賀や - 糸切餅販売店の1つ
- 本家ひしや（菱屋） - 糸切餅販売店の1つ
- 多賀町役場
- 多賀町立多賀小学校
- 多賀町立多賀ささゆり保育園
- なつめ保育園
- 多賀郵便局
- 滋賀銀行多賀支店
- 真如寺[14]
- 揖取神社
- 飯盛木（） - 男木（南側）と女木（北側）から成る、ケヤキの大木[15]。
- 国道306号
- 国道307号（近江グリーンロード）
- 滋賀県道224号多賀高宮線
- 滋賀県道225号多賀停車場線
- 滋賀県道330号甲良多賀線
- 名神高速道路多賀SA - 多賀バスストップと多賀スマートICを併設。
- 高宮池

## 接続交通機関
駅前に湖国バスと愛のりタクシー（デマンドタクシー）の停留所を設けている。なお、駅付近には湖国バスの停留所がもう1ヵ所設けられているため、こちらも併せて解説する。
多賀大社前駅
駅前にある停留所。駅前を経由する湖国バスは平日にごく少数しか運行されない（※南彦根駅西口行き：3便、彦根駅行き：2便）。
- 湖国バス
  - 南彦根駅西口 / 彦根駅    - ※彦根方面から多賀町内を循環する路線。詳細は多賀線（湖国バス）を参照。
- 愛のりタクシーたが[16]
  - 河内線
    - 市立病院 / 山女原（）

  - 大君ヶ畑線
    - 市立病院 / 大君ヶ畑奥

  - 萱原（）線
    - 市立病院 / おしどりの里

多賀大社前駅口
駅裏側の滋賀県道224号線にある停留所。駅から徒歩5分を要するが、こちらを発着する湖国バスは土曜・休日も運行する。
- 湖国バス
  - 南彦根駅西口 / 彦根駅    - ※彦根方面から多賀町内を循環する路線。詳細は多賀線（湖国バス）を参照。

## 隣の駅
近江鉄道
■多賀線（彦根・多賀大社線）
スクリーン駅（OR08） - 多賀大社前駅（OR09）

### 記事本文